# Ext4
Fourth Extended File System oftewel ext4 is een bestandssysteem dat wordt gebruikt door Linux.
Ext4 werd ontwikkeld als een uitbreiding en verbetering van het ext3-bestandssysteem; vanwege de vele verbeteringen werd gekozen voor een nieuwe naam: 'ext4', omdat het anders te veel zou afwijken van de ext3-standaard.
In 2006 werd serieus begonnen met de ontwikkeling. In 2008 werd ondersteuning voor ext4 aan de Linuxkernel toegevoegd en in 2009 koos Ubuntu 'ext4' als standaardbestandssysteem. Anno 2014 is Ext4 het de facto bestandssysteem voor Linuxdistributies.
Via Ext2Fsd en andere programma's kan ondersteuning voor Ext4 aan diverse Windows-versies toegevoegd worden, in elk geval aan Windows XP, Windows 7, Windows 8 en Windows 10.

## Verschillen met 'ext3'
Ten opzichte van 'ext3' kunnen grotere schijven gebruikt worden. Er kunnen grotere bestanden en meer submappen gemaakt worden met 'ext4'. De kwaliteit is vergroot door extra zekerheden in te bouwen.
Een belangrijk punt is dat de schijfindeling is geoptimaliseerd voor snelheid. Met name het opstarten duurt minder lang met het 'ext4'-bestandssysteem. Ook kan van tevoren een bepaald stuk op de schijf aangevraagd worden, zodat een groot bestand niet in vele kleine stukjes opgeslagen wordt, maar achter elkaar als een aaneengesloten groot stuk.